# Ficus inaequifolia
Ficus inaequifolia är en mullbärsväxtart som beskrevs av Adolph Daniel Edward Elmer. Ficus inaequifolia ingår i släktet fikonsläktet, och familjen mullbärsväxter. Inga underarter finns listade i Catalogue of Life.